# Italy (Nowy Jork)
Italy – miasto w Stanach Zjednoczonych, w stanie Nowy Jork, w hrabstwie Yates.